# Ракова (Бакау)
Ракова (рум. Racova) насеље је у Румунији у округу Бакау у општини Ракова. Oпштина се налази на надморској висини од 238 m.

## Становништво
Према подацима из 2002. године у насељу је живело 3516 становника, од којих су сви румунске националности.

### Хронологија
| Година       | 1992 | 1993 | 1994 | 1995 | 1996 | 1997 | 1998 | 1999 | 2000 | 2001 | 2002 | 2003 | 2004 | 2005 | 2006 | 2007 | 2008 | 2009 | 2010 | 2011 | 2012 | 2013 | 2014 | 2015 | 2016 | 2017 |
| ------------ | ---- | ---- | ---- | ---- | ---- | ---- | ---- | ---- | ---- | ---- | ---- | ---- | ---- | ---- | ---- | ---- | ---- | ---- | ---- | ---- | ---- | ---- | ---- | ---- | ---- | ---- |
| Становништво | 3280 | 3228 | 3221 | 3207 | 3185 | 3185 | 3233 | 3265 | 3319 | 3371 | 3364 | 3373 | 3396 | 3450 | 3495 | 3520 | 3561 | 3563 | 3549 | 3595 | 3578 | 3613 | 3613 | 3594 | 3582 | 3573 |